# Isoetes foveolata
Isoetes foveolata är en kärlväxtart som beskrevs av A. A. Eat. och Dodge. Isoetes foveolata ingår i släktet braxengräs, och familjen Isoetaceae. Inga underarter finns listade i Catalogue of Life.